# Lambrequin (architecture)
 (juillet 2021).
Pour les articles homonymes, voir Lambrequin.

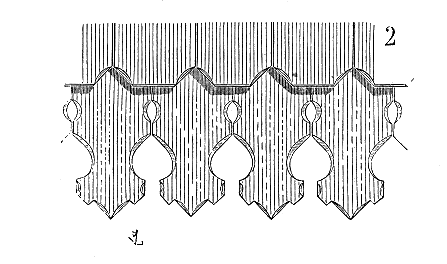
À Honfleur.

En architecture, un lambrequin est un ornement découpé et souvent ajouré, plus ou moins épais, en bois ou en métal, (zinc, fer-blanc ou fonte de fer), fixé en bordure de toit ou à la partie supérieure d'une fenêtre. Les deux types de lambrequins peuvent se retrouver ensemble (toit-fenêtre) dans les maisons individuelles, ou séparément (lambrequins de fenêtres sur les immeubles de type haussmannien), en fonction de l'architecture.

## Lambrequin de toit
Les lambrequins de toit sont le plus souvent en bois. Ce sont des éléments découpés à l'identique et juxtaposés côte à côte. La forme des lambrequins qui ornent les rives d'un toit sont fonction de la pente de ce toit, de façon que leur axe soit toujours vertical. Outre leur rôle décoratif, ils servent à dissimuler les gouttières, les chéneaux.
On peut trouver des planches de rive prédécoupées en motifs ornementaux, qui peuvent rappeler les lambrequins, mais qui n'en sont pas au sens strict. On les voit le plus souvent sur de petites longueurs, comme sur certaines lucarnes.

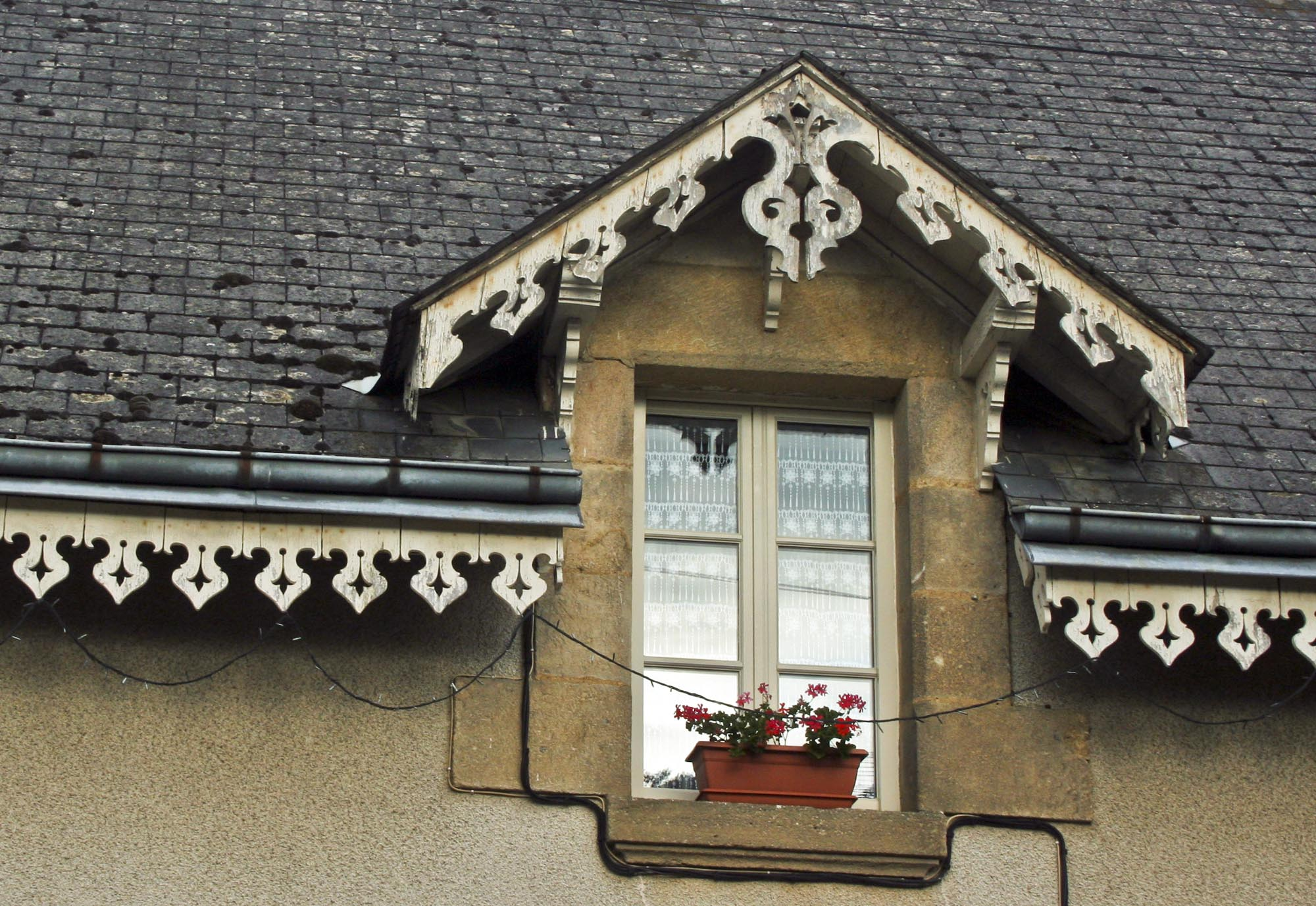
Lucarne à Sainte-Sévère-sur-Indre (Indre).
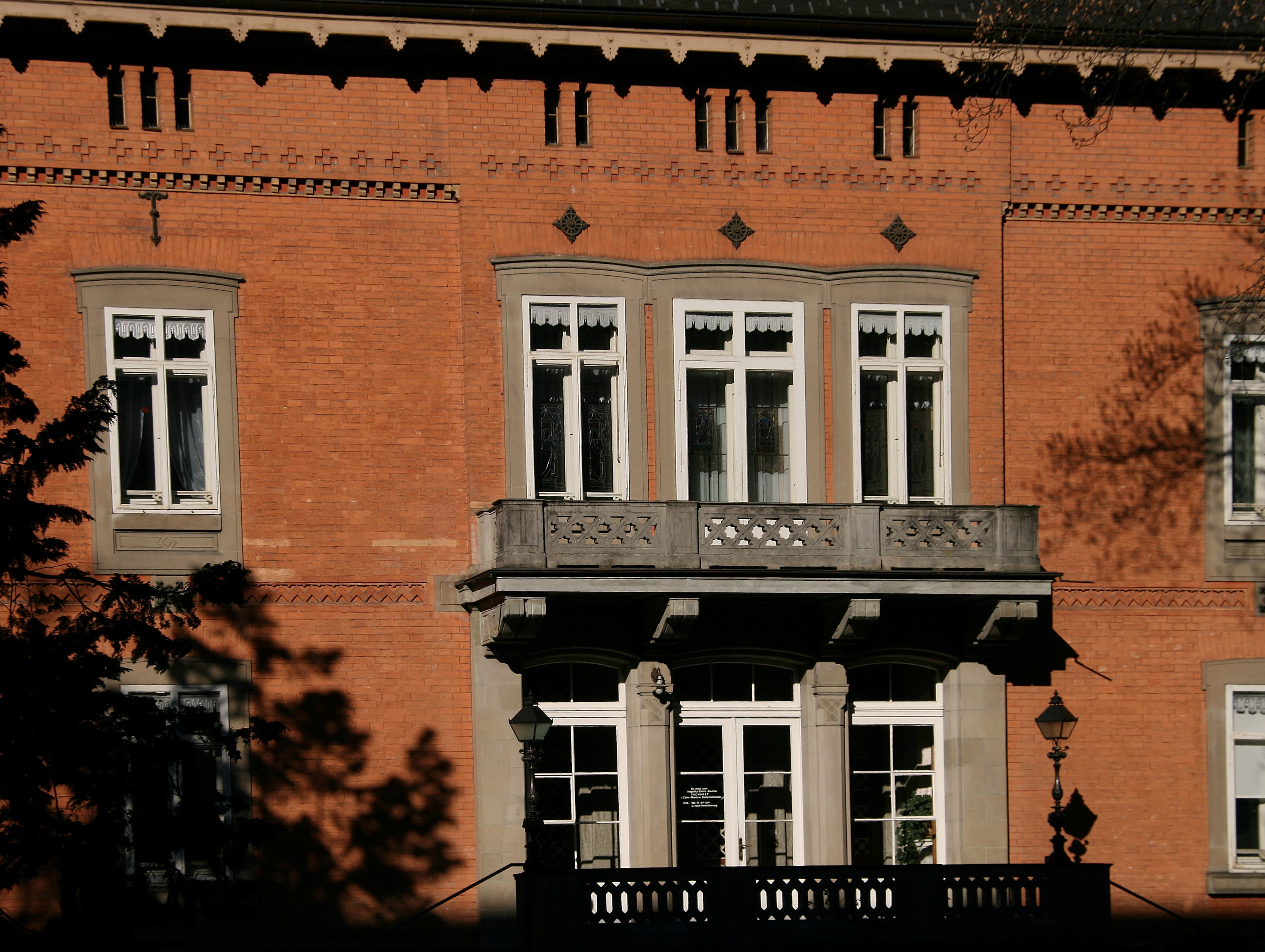
Cette villa à Feldkirch (Vorarlberg), en Autriche, a des lambrequins aussi bien au toit qu'aux fenêtres (derrière les survitrages rajoutés).
Lambrequins au toit de cette maison à Llivia en Espagne.
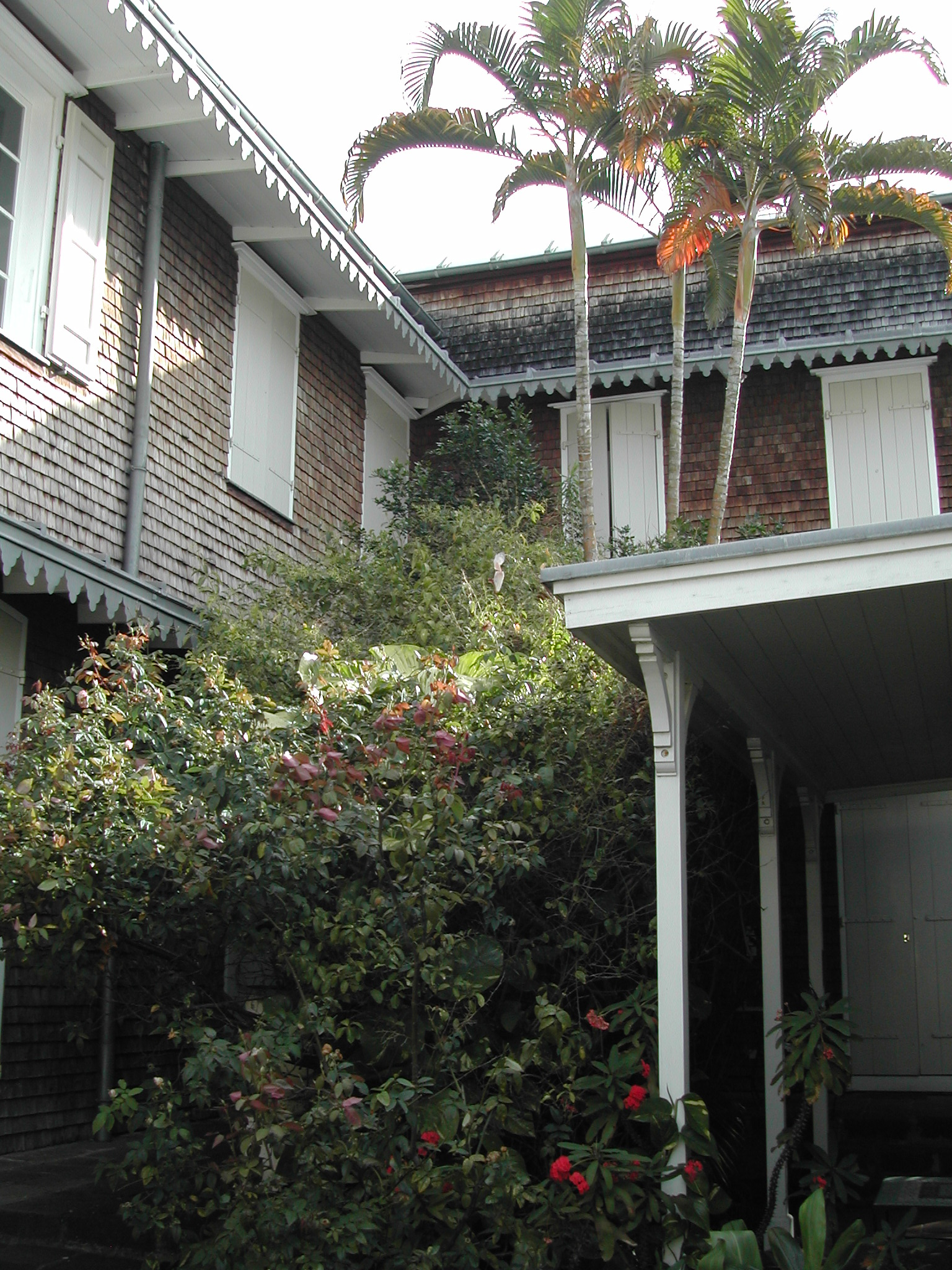
À Saint-Denis de La Réunion.

## Lambrequin de fenêtre

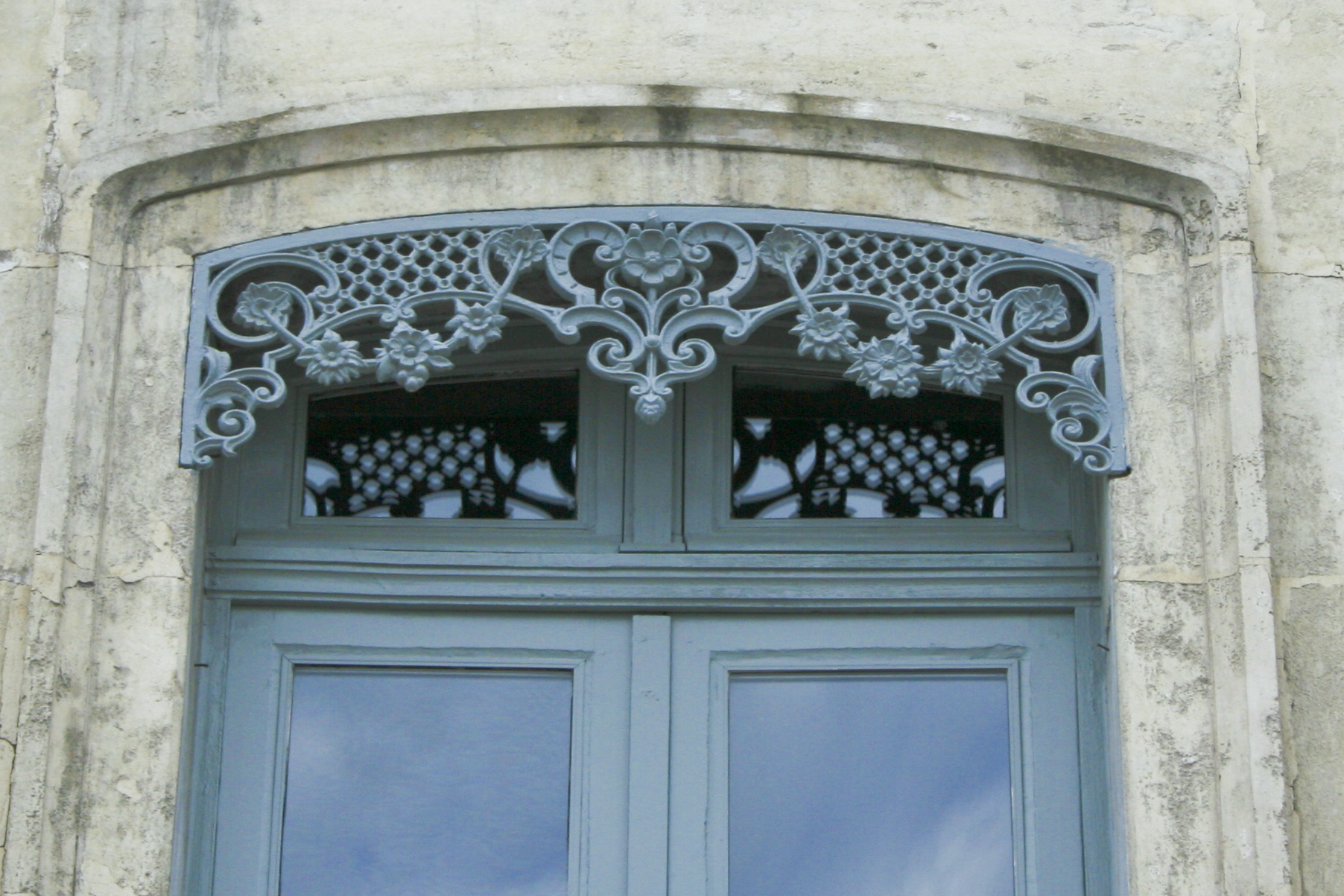
Lambrequin de fenêtre, Valence (Drôme).

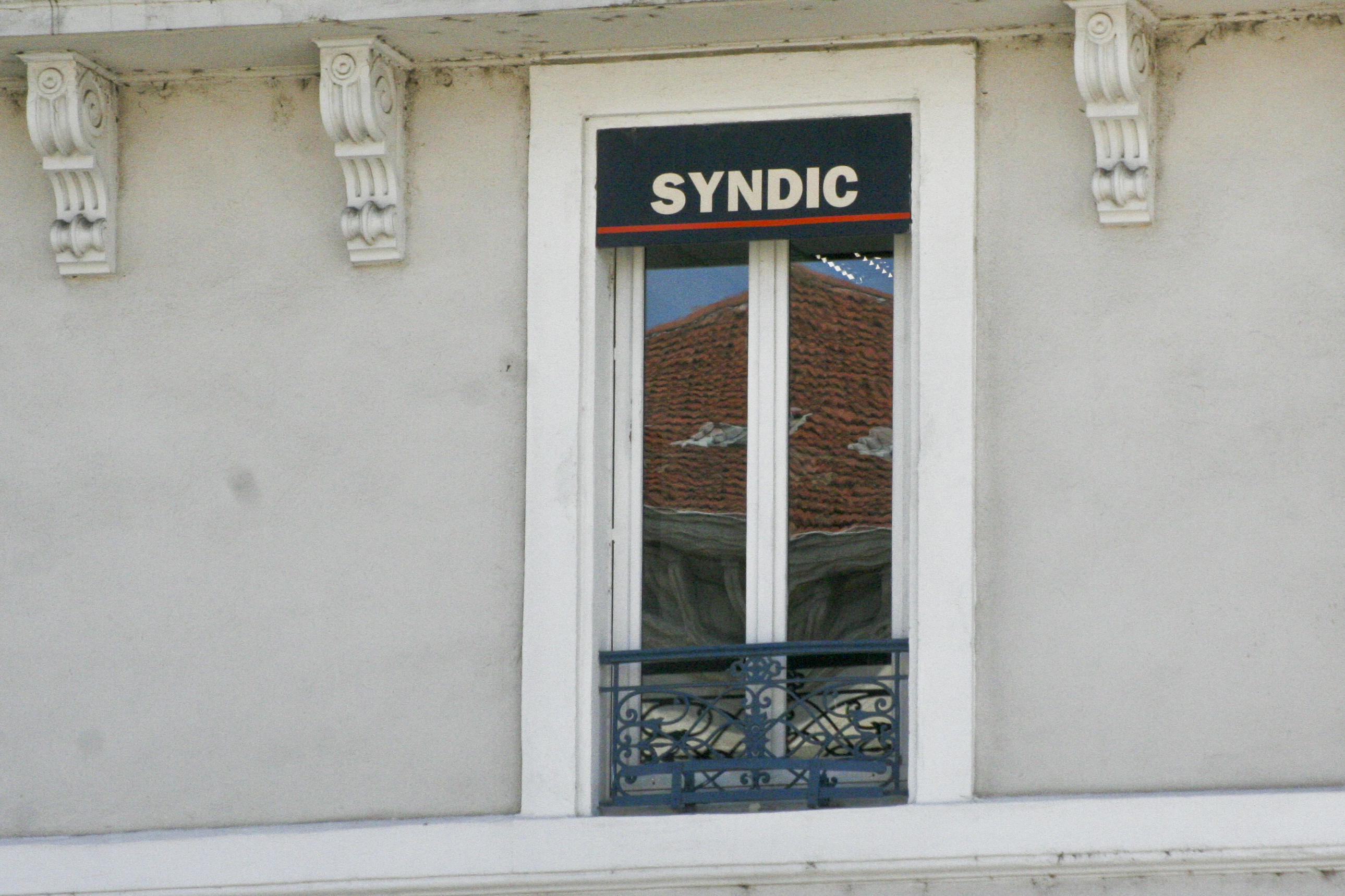
Lambrequin de fenêtre moderne à usage publicitaire, Valence (Drôme).

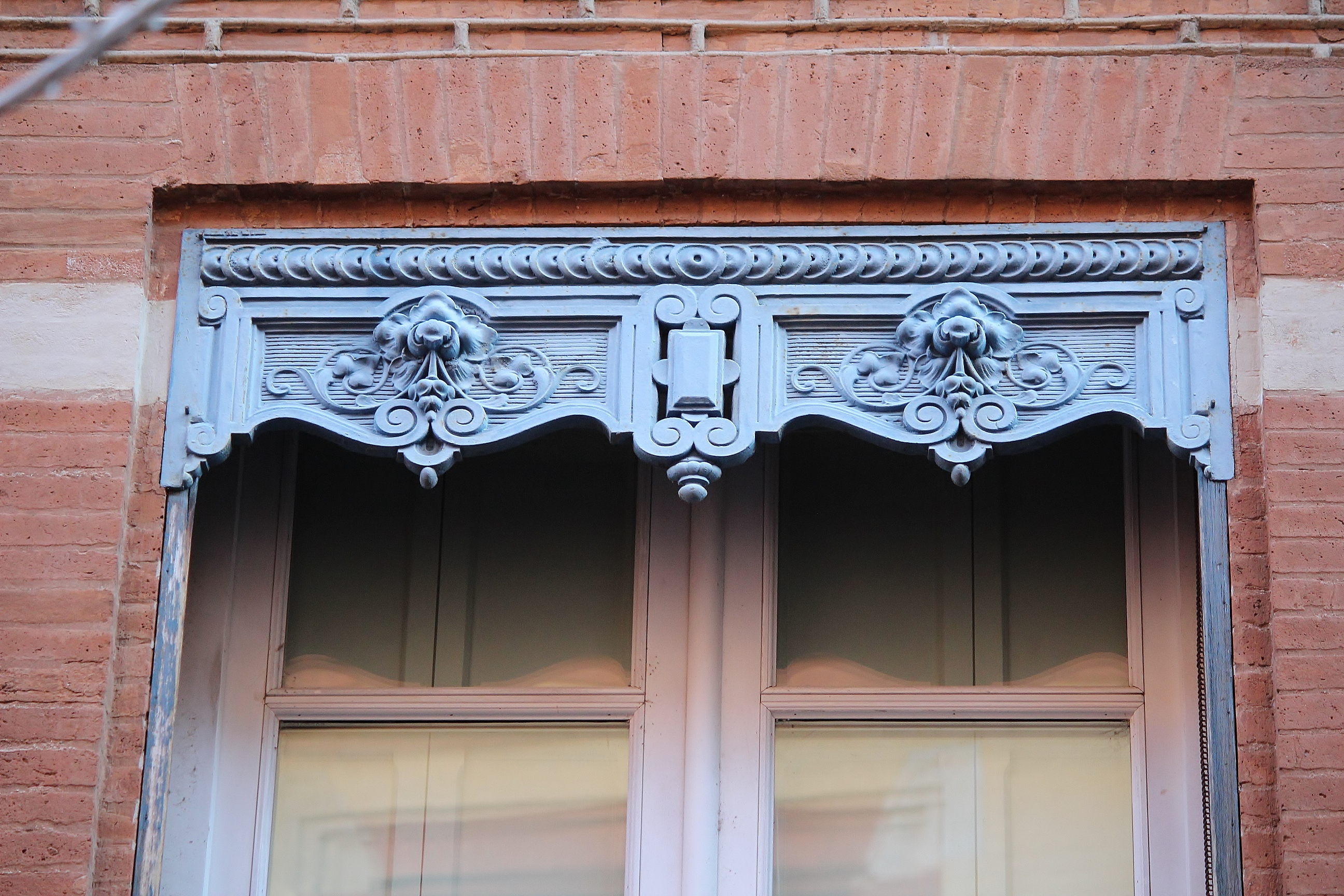
Lambrequin à Toulouse.

Les fenêtres à lambrequins sont une constante de l'architecture urbaine du XIXe siècle et plus particulièrement haussmannienne. Les fenêtres de ces immeubles étant généralement dépourvues de volets, elles étaient munies de stores extérieurs et le lambrequin, outre son rôle décoratif, servait à cacher et protéger les rouleaux des stores. La pose de vitrages extérieurs ou de volets roulants en a fait disparaître un certain nombre, mais la plupart sont encore en place. On peut en voir des exemples, sans exclusive, dans le croissant maritime de la Manche allant du Nord-Pas-de-Calais à la Normandie (comme aux Petites Dalles) mais aussi à Toulouse ou Nîmes et toutes les grandes villes de France ; ils sont typiques des villes de Lyon et Grenoble où ils restent très répandus. L'entretien et la préservation de ces motifs décoratifs relèvent de la sauvegarde du petit patrimoine.
Dans des villes du Brésil du Sud, mais surtout par exemple à La Réunion, et dans la plupart des anciennes colonies, on trouve des maisons avec cet ornement qui a été hérité des immigrants européens du XIXe siècle.
Des lambrequins de fenêtre peuvent être réalisés en matériaux traditionnels, contemporains ou en tissu et être imprimés avec des logotypes ou diverses inscriptions liés aux entreprises commerciales ou industrielles abritées dans les locaux correspondants.

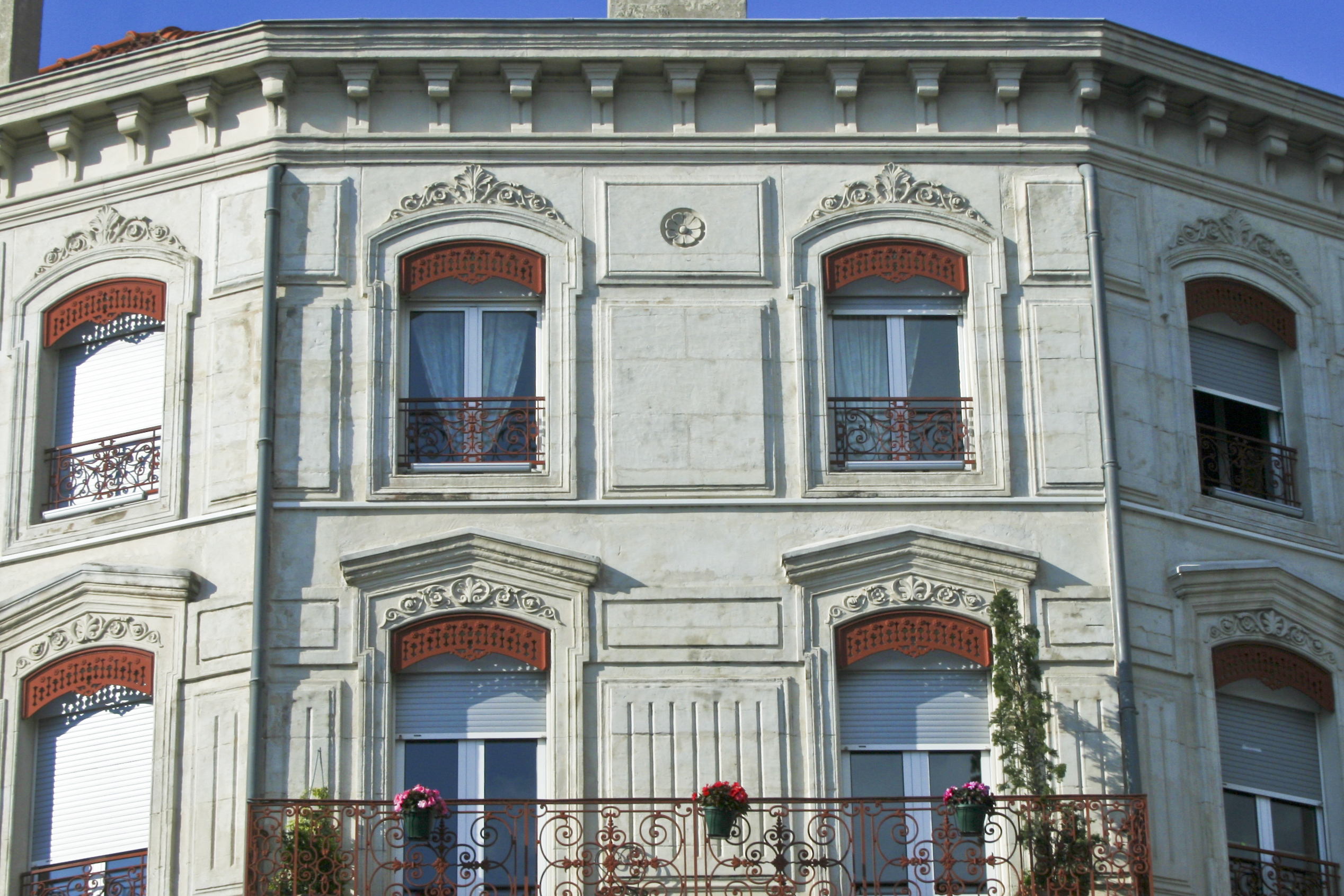
Lambrequins de fenêtre, Valence (Drôme).
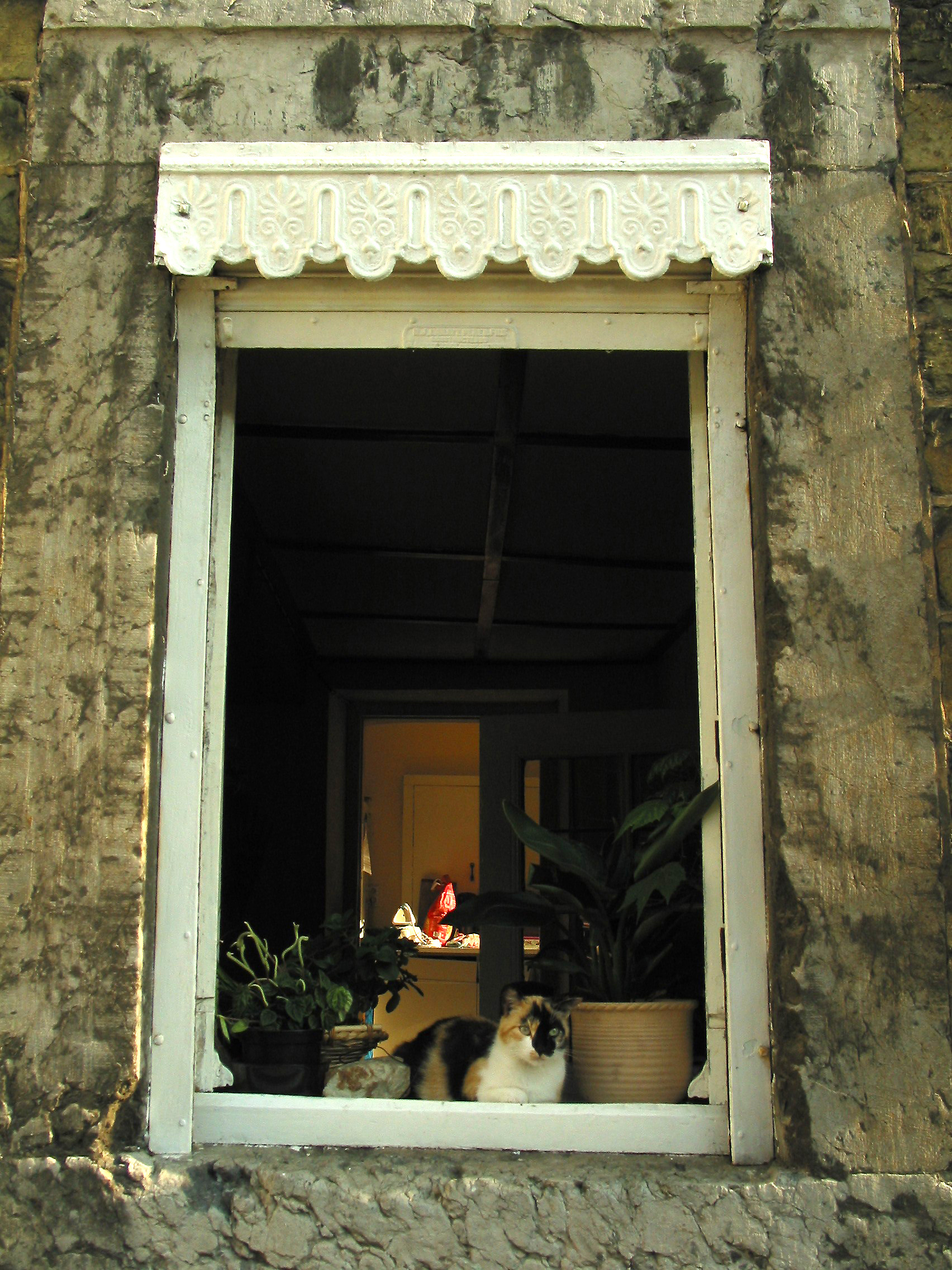
En Belgique, à Pepinster.
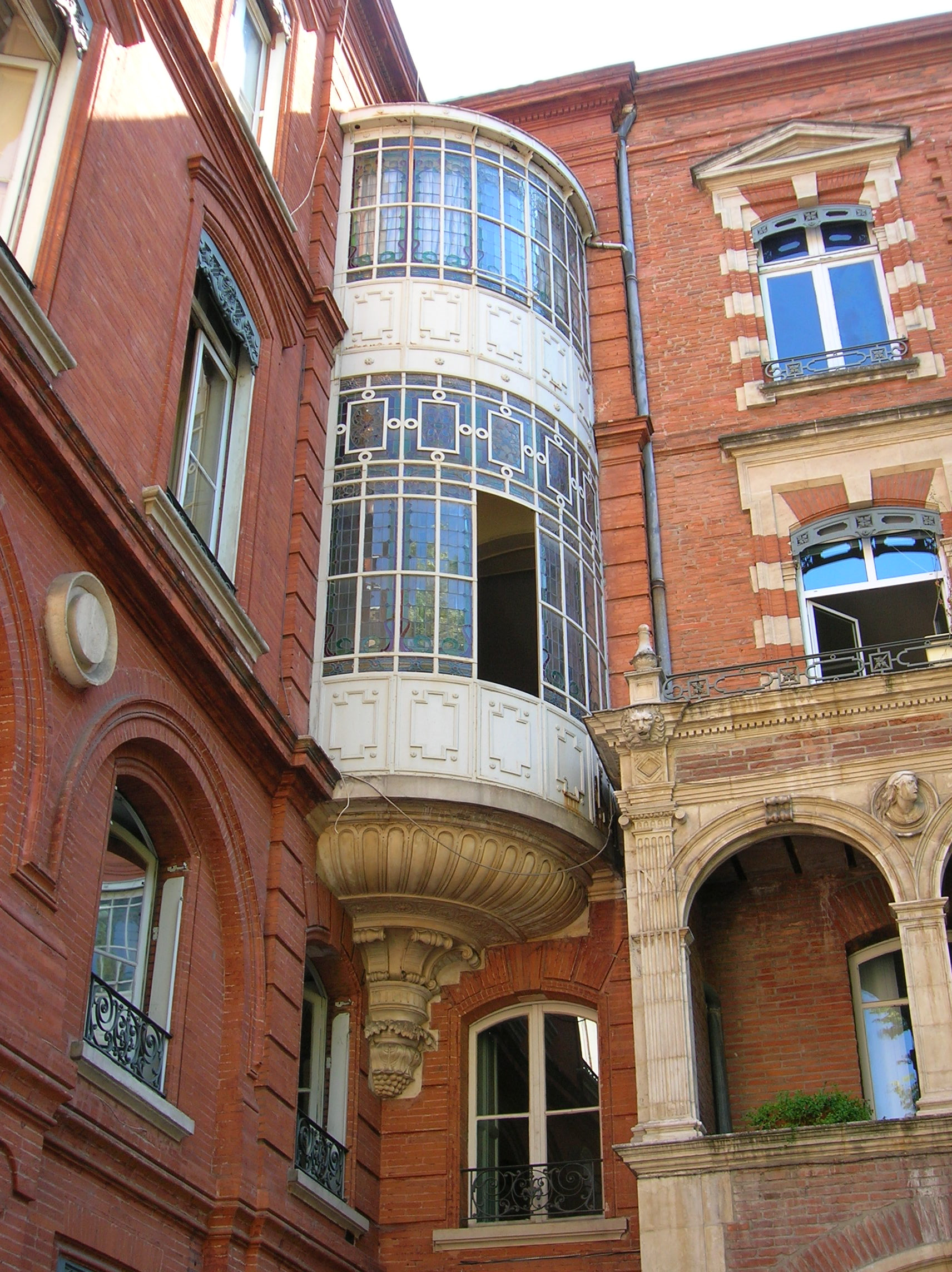
Lambrequins de fenêtre à Toulouse.
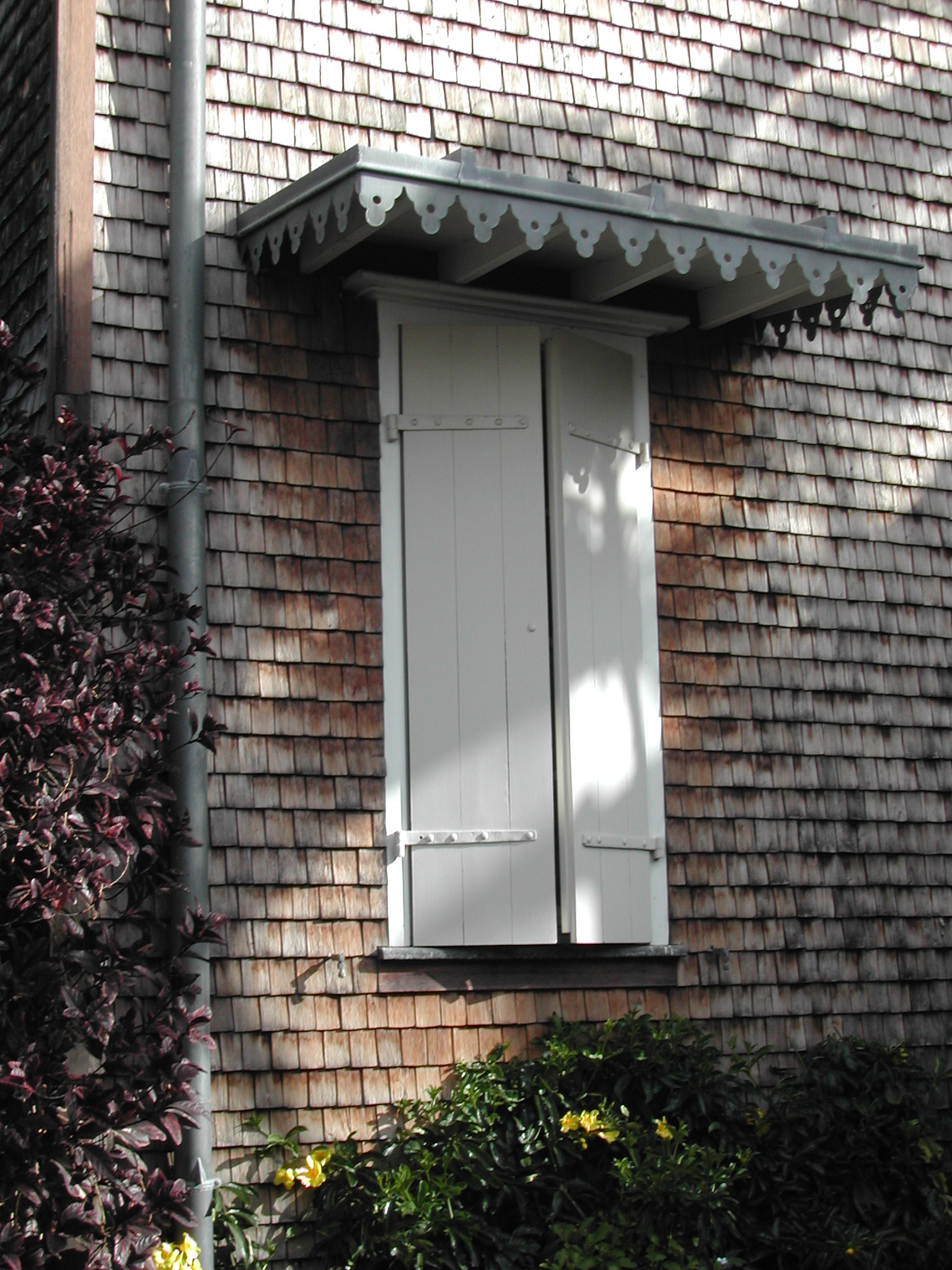
À Saint-Denis de La Réunion.